# Idrissa Ouedraogo (cyclisme)
Pour les articles homonymes, voir Ouedraogo.
Idrissa Ouedraogo, né le 29 janvier 1984, est un coureur cycliste burkinabé.

## Palmarès
- 2006
  - Prix des Engagements nationaux
  - Tour du Togo
- 2007
  - Tour du Togo :
    - Classement général
    - 2e étape
- 2008
  - 3e de la Boucle du coton

## Classements mondiaux
| Année           | 2005 | 2006 | 2007 | 2008 |
| --------------- | ---- | ---- | ---- | ---- |
| UCI Africa Tour | 39e  |      |      | 93e  |